# 宠物

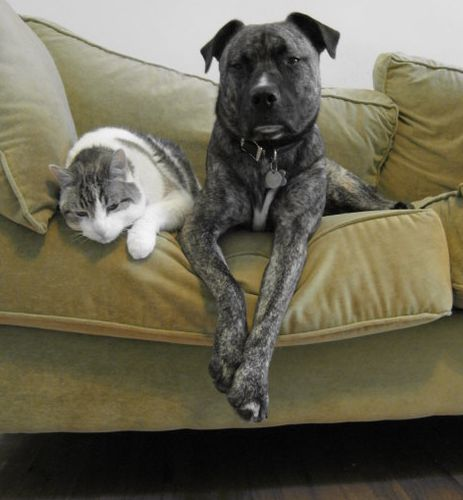
一隻虎斑貓和一隻混種獒犬

寵物是一種主要供個人陪伴的動物，而不是作為工作動物、牲畜或實驗室動物。受歡迎的寵物通常被認為具有吸引人的外表、認知能力或相關的個性，但有些寵物可能會被以幾乎無條件的態度接受（如流浪動物）。近年來，養寵物之風氣愈發興盛，許多無意生育孩子的家庭選擇以寵物作為替代方案，使得寵物的數量甚至超越了國家每年的新生兒總數，這也成為了少子化現象形成的因素之一。
寵物為它們的主人（或“監護人”）提供身體和情感上的益處。遛狗可以為人和狗提供鍛煉、新鮮空氣和社交互動。寵物可以陪伴獨居的人或與他人沒有足夠社交互動的老年人。有一類經過醫學批准的治療動物，主要是狗或貓，它們被帶去探望因身心狀況受限制的人，例如醫院的兒童或療養院的老人。寵物療法利用訓練有素的動物和馴獸師與患者一起實現特定的身體、社交、認知或情感目標。
人們養寵物大多是為了陪伴、保護家庭或財產，或因動物的美感或吸引力等。 由於缺乏自主權和非人類動物的物化，一些倫理學者和動物權利倡議者對飼養寵物提出疑慮。

## 法律定義
- 中华民国《動物保護法》將寵物定義為：「指犬、貓及其他供玩賞、伴侶之目的而飼養或管領之動物。」並規定不得因「為肉用、皮毛用，或餵飼其他動物之經濟利用目的」而被宰殺、販賣[4]。

## 图集
- 吃草的兔子

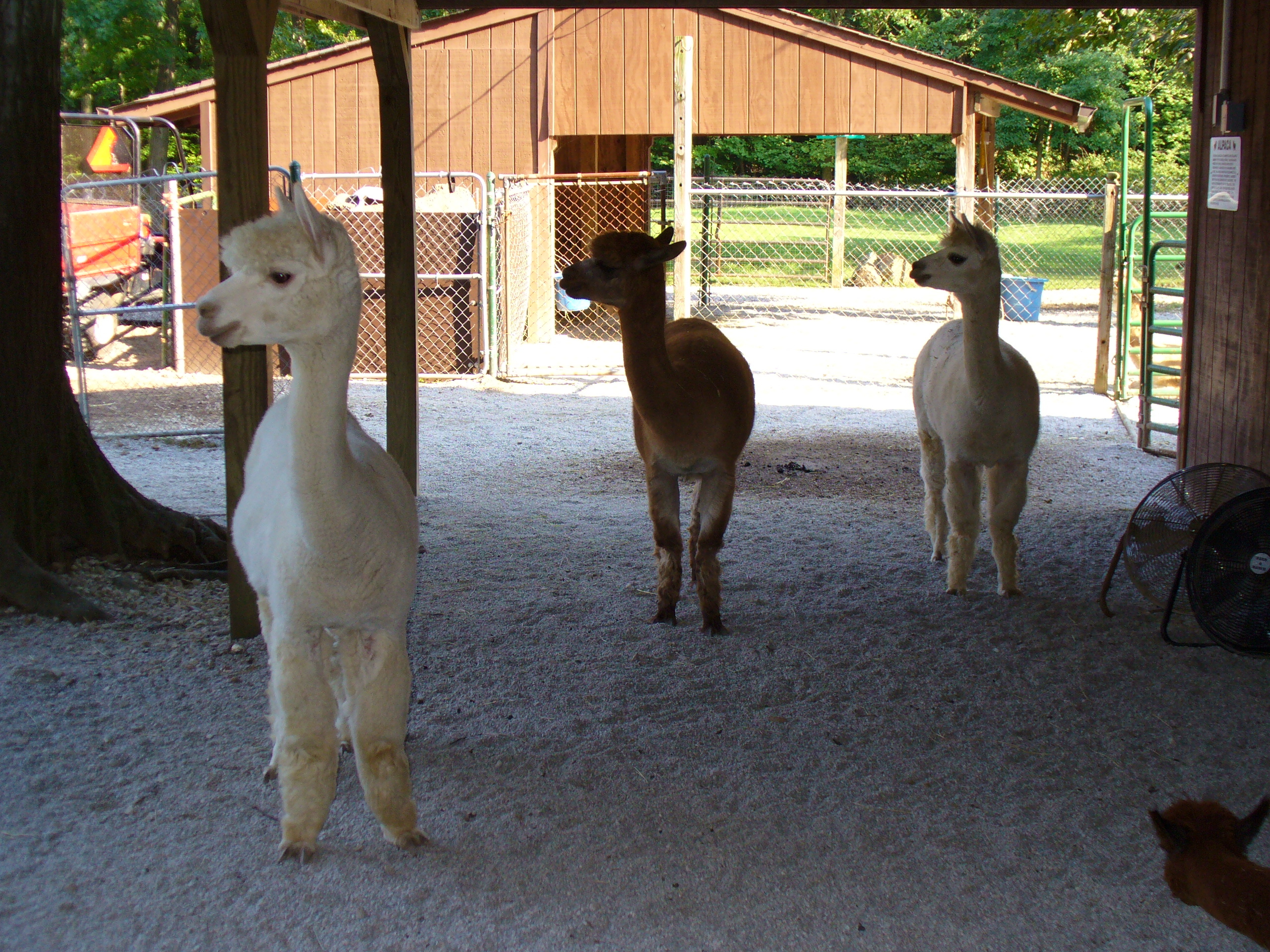
小羊驼
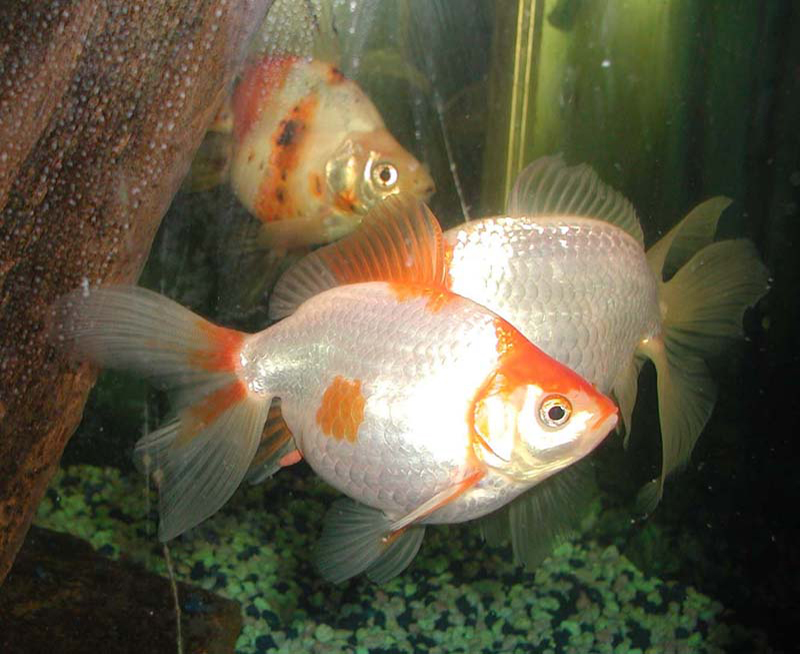
水族箱中饲养的金鱼
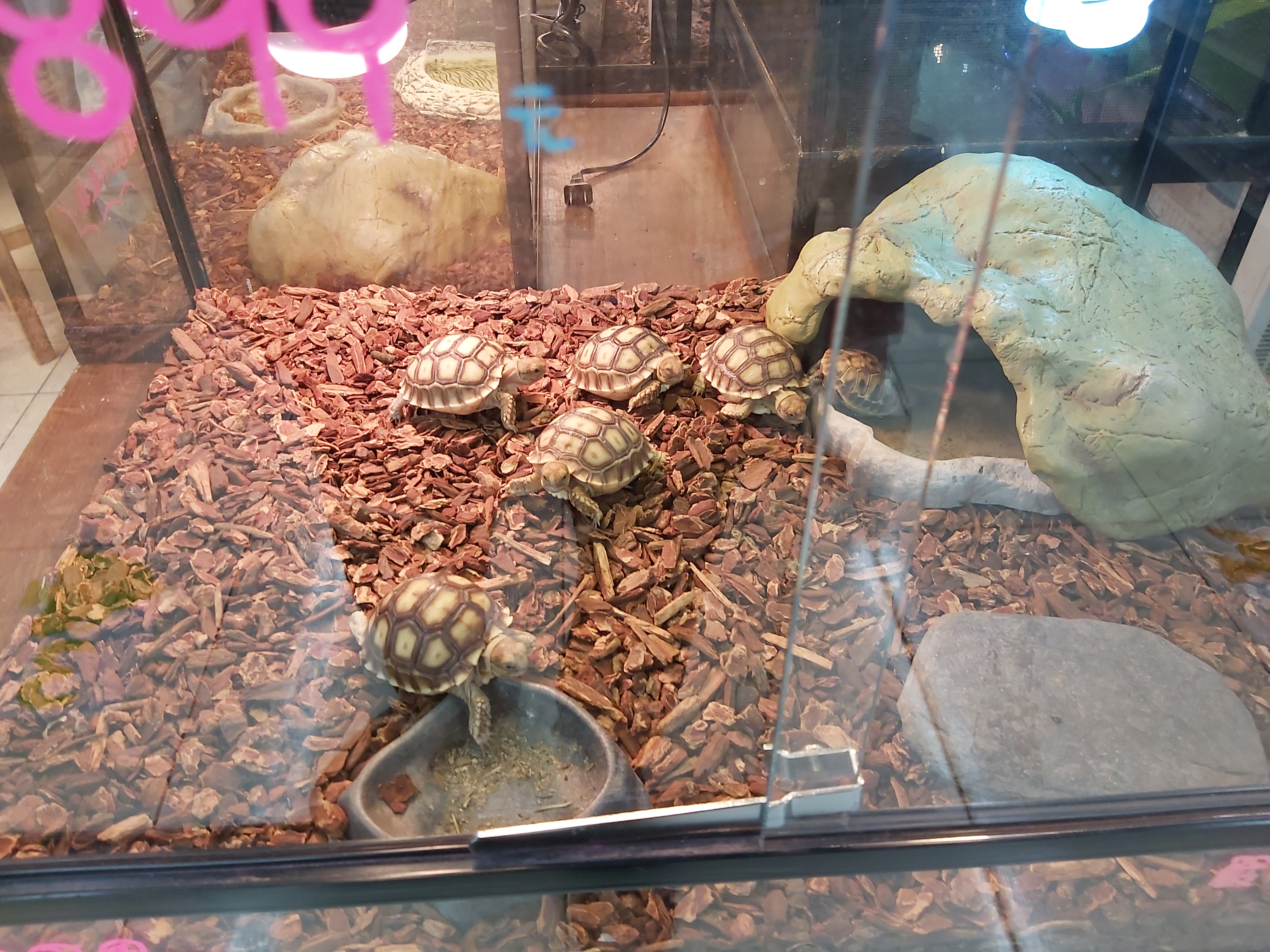
水族箱中饲养的龜
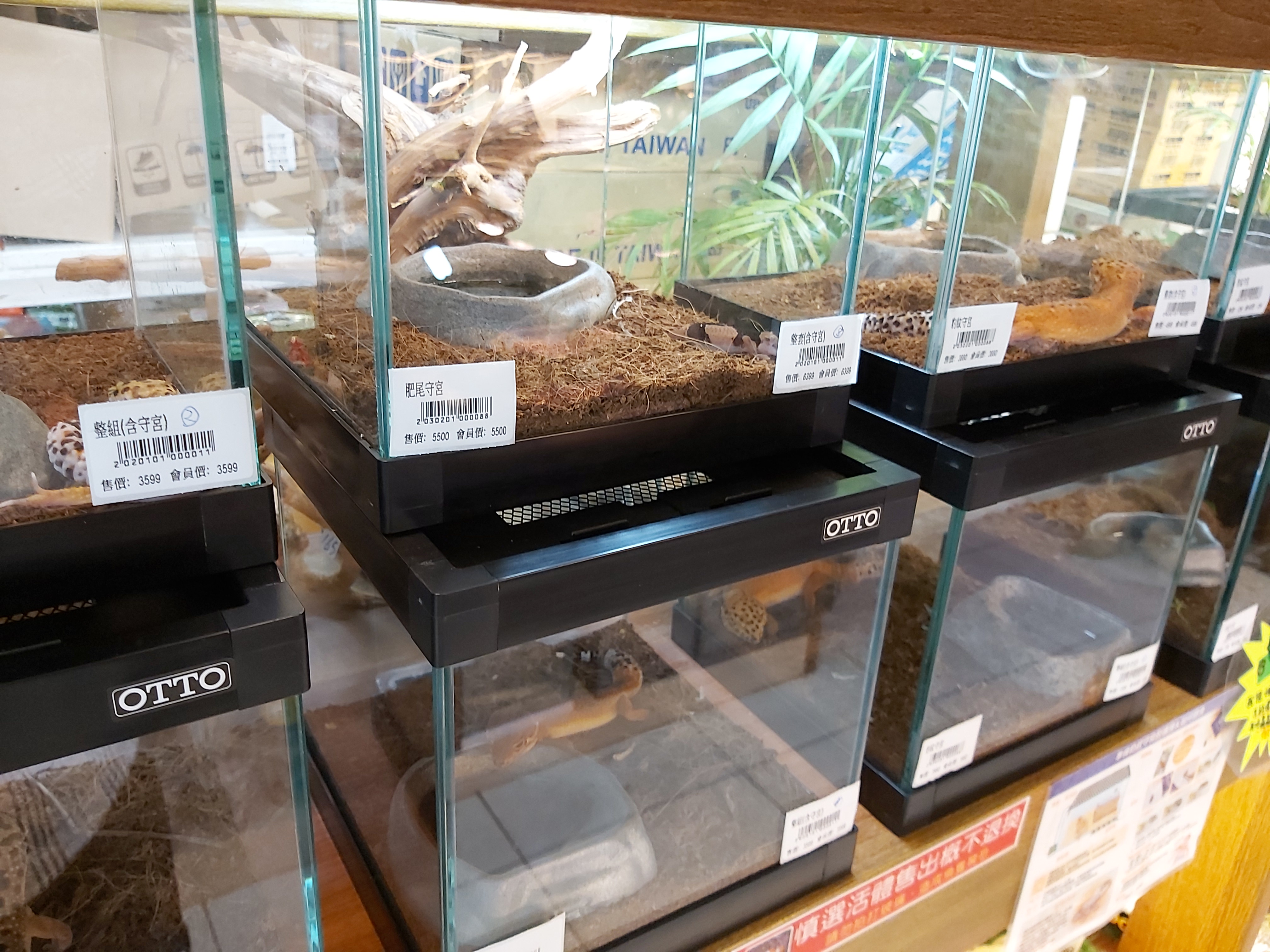
饲养箱中饲养的守宮
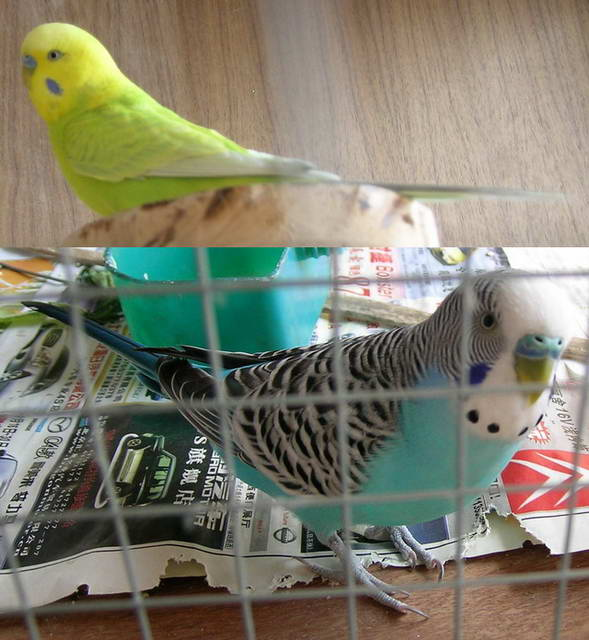
黄色型和蓝色型虎皮鹦鹉